# Liste von Bauwerken in Teplice

Stadtwappen von Teplice

Die Liste von Bauwerken in Teplice beinhaltet die bedeutendsten Bauten der Architektur aus der Zeit von 1860 bis 2000 in Teplice. Die aufgeführten Gebäude geben einen Überblick über die Architekturgeschichte der letzten 150 Jahre und ihre Architekten, sie führen den Betrachter durch die Architekturstile dieser Periode. Eine Gesamtübersicht zur Thematik der Architekturgeschichte in Teplice wird im Buch Teplitz: Architektur der modernen Zeit dargelegt.
Nur wenige dieser Bauten stehen unter Denkmalschutz.
Diese Liste ergänzt die Liste der denkmalgeschützten Objekte in Teplice.

## Liste von Bauwerken in Teplice-Teplitz
Die Bauwerke in dieser Liste wurden aus dem Buch Teplitz: Architektur der modernen Zeit ausgewählt.
Gebäude, die unter Denkmalschutz stehen, sind mit der ÚSKP-Nr. der Zentralen Liste der Kulturdenkmale der Tschechischen Republik (Ústřední seznam kulturních památek České republiky) gekennzeichnet.
| Lage                                                                            | Objekt | Architekt                                                                     | Baujahr                       | Beschreibung | ÚSKP-Nr.                  | Bild                                                                               |
| ------------------------------------------------------------------------------- | --- | ----------------------------------------------------------------------------- | ----------------------------- | --- | ------------------------- | ---------------------------------------------------------------------------------- |
| Nadrazní náměstí 599/53 (Standort)                                              | Hauptbahnhof | Josef Turba (1822–1892), Umbau Hermann Rudolph                                | 1856–1858, Umbau 1890er Jahre | Rundbogenstil | 43972/5-5256 Info Katalog | weitere Bilder                                                                     |
| Chelčického 447/2 (Standort)                                                    | Ehem. evangelische Bartholomäuskirche, später Evangelische Kirche der Böhmischen Brüder (Kirche des hl. Prokop), jetzt Galerie und Café | Friedrich August Stüler (1800–1865), Ludwig Persius (1803–1845) (Turm)        | 1861–1864, 1882 (Turm)        | Neoromanik | 43982/5-5266 Info Katalog | weitere Bilder                                                                     |
| Zeyerovo náměstí (Standort)                                                     | Kirche der Hl. Elisabeth von Thüringen                                                                                                  | Heinrich von Ferstel (1828–1883)                                              | 1862–1877                     | Neogotik sowie Turm von Hermann Riewel (1888) | 43983/5-5267 Info Katalog | weitere Bilder                                                                     |
| Svatopluka Čecha 1170/2 (Standort)                                              | Ehem. Militärbadehaus (Vojenský lázeňský ústav)                                                                                         |                                                                               |                               | jetzt Badehaus Judita | 43714/5-2505 Info Katalog | weitere Bilder                                                                     |
| Nám. Svobody 1/4 (Standort)                                                     | Altes Rathaus |                                                                               | 1806                          | | 42623/5-2513 Info Katalog | weitere Bilder                                                                     |
| Nám. Svobody 2/2 (Standort)                                                     | Neues Rathaus | Adolf Siegmund (1831–1916)                                                    | 1886                          | Rundbogenstil, Giebel mit Ritter Roland | 43987/5-5271 Info Katalog | weitere Bilder                                                                     |
| Alejní 654/46 (Standort)                                                        | Beuronkapelle | Fridolin Steiner (1849–1906)                                                  | 1865–1886                     | Neorenaissance, Bau der Beuroner Kongregation im Stil der Beuroner Kunstschule                                                                                              |                           | weitere Bilder                                                                     |
| Lípová 796/13 (Standort)                                                        | Regionalbibliothek, ehem. Realgymnasium                                                                                                 | Adolf Siegmund, Josef Staněk (1828–1896)                                      | 1875/76                       | ehem. Villa Grohmann, Historismus , Umbau durch Johann David Ferber (1896)                                                                                                  | 43970/5-5254 Info Katalog | Regionalbibliothek, ehem. Realgymnasium                                            |
| U Císařských lázní (Standort)                                                   | Altes Stadttheater (bis 1919) | Bernhard Schreiber (1833–1894)                                                | 1872–1874                     | 1919 durch Brand zerstört; „Strenger Historismus“, vergleichbar mit Albert-Theater (Dresden) vom gleichen Architekten                                                       |                           | Altes Stadttheater (bis 1919)                                                      |
| Vrchlického 735/4 (Standort)                                                    | Villen der Teplitzer Baugesellschaft | Adolf Siegmund, Josef Staněk                                                  | 1870er Jahre                  | Neorenaissance |                           | Villen der Teplitzer Baugesellschaft                                               |
| Vrchlického 743/9 (Standort)                                                    | Villen der Teplitzer Baugesellschaft | Adolf Siegmund, Josef Staněk                                                  | 1870er Jahre                  | Neorenaissance |                           | Villen der Teplitzer Baugesellschaft                                               |
| Vrchlického 744/11 (Standort)                                                   | Villen der Teplitzer Baugesellschaft | Adolf Siegmund, Josef Staněk                                                  | 1870er Jahre                  | Neorenaissance |                           | Villen der Teplitzer Baugesellschaft                                               |
| Vrchlického 745/13 (Standort)                                                   | Villen der Teplitzer Baugesellschaft | Adolf Siegmund, Josef Staněk                                                  | 1870er Jahre                  | Neorenaissance |                           | Villen der Teplitzer Baugesellschaft                                               |
| Vrchlického 1240/23 (Standort)                                                  | Villa Strasser (Teplitzer Baugesellschaft)                                                                                              | Adolf Siegmund, Josef Staněk, Umbau Max von Loos                              | 1870er Jahre, Umbau 1903      | Neorenaissance |                           | Villa Strasser (Teplitzer Baugesellschaft)                                         |
| Jiřího Wolkera 1248/2 (Standort)                                                | Villen der Teplitzer Baugesellschaft | Adolf Siegmund, Josef Staněk                                                  | 1870er Jahre                  | Neorenaissance |                           | Villen der Teplitzer Baugesellschaft                                               |
| Vrchlického 1259/3 (Standort)                                                   | Villa Lagler | Franz Kerl (1834–1892)                                                        | 1872                          | Neorenaissance |                           | Villa Lagler                                                                       |
| Vrchlického 1241/21 (Standort)                                                  | Villa Otto Urbach, urspr. Villa König                                                                                                   | Adolf Siegmund, Umbau Krause & Wilde Leitmeritz                               | 1870er Jahre, Umbau 1905      | Secession |                           | Villa Otto Urbach, urspr. Villa König                                              |
| Vrchlického 1093/12 (Standort)                                                  | Villa Alfred Urbach | Oskar Marmorek (1863–1909)                                                    | 1903                          | |                           | Villa Alfred Urbach                                                                |
| Chelčického 2165/7 (Standort)                                                   | Neue Synagoge | Hermann Rudolph (1864–1924), evtl. Mitarbeit von Wilhelm Stiassny (1842–1910) | 1881/82                       | 1939 zerstört; Orientalisierende Architektur |                           | weitere Bilder                                                                     |
| U Krupské brány 492/2 (Standort)                                                | Wohn- und Geschäftshaus, ehem. Hotel „Kronprinz Rudolf“                                                                                 | Hermann Rudolph                                                               | 1878                          | |                           | Wohn- und Geschäftshaus, ehem. Hotel „Kronprinz Rudolf“                            |
| Nádražní náměstí 845/10 (Standort)                                              | Villa der ehem. Eisenbahn-Verwaltung | Hermann Rudolph                                                               | 1881                          | |                           | Villa der ehem. Eisenbahn-Verwaltung                                               |
| Trnovany, Masarykova třída 30/95 (Standort)                                     | Gesellschaftshaus „Zur Ritterburg“ in Turn                                                                                              |                                                                               | 1887                          | Historismus | 43967/5-5251 Info Katalog | weitere Bilder                                                                     |
| Poštovní 464/3 (Standort)                                                       | Wirtschaftsakademie, ehem. Klassisches Gymnasium                                                                                        | Adolf Siegmund und Johann David Ferber (1844–1903)                            | 1890–1894                     | Neorenaissance |                           | weitere Bilder                                                                     |
| Poštovní 934/10 (Standort)                                                      | Villa Karl Finze, jetzt Kirche der Böhmischen Brüder                                                                                    | Raimund Jeblinger (1853–1937)                                                 | 1892                          | asymmetrischer Bau; Neorenaissance |                           | Villa Karl Finze, jetzt Kirche der Böhmischen Brüder                               |
| Doubravská hora 104 (Standort)                                                  | Ausflugsrestaurant Teplitzer Schlossberg                                                                                                | Friedrich Ohmann (1858–1927)                                                  | 1896–1900                     | Neogotischer Umbau der alten Burgruine unter Fürst Clary-Aldringen | 43545/5-2529 Info Katalog | weitere Bilder                                                                     |
| Doubravská 677/14 (Standort)                                                    | Haus Oskar und Hermine Kästner | Franz Kästner (1879–1936)                                                     | 1901                          | Neogotik |                           | Haus Oskar und Hermine Kästner                                                     |
| Laubého náměstí 227/2 (Standort)                                                | Kaiserbad (Císařské lázně) | Adolf Siegmund, Umbau Max von Loos                                            | 1870–1872, Umbau 1912–1914    | Neorenaissance | 43446/5-2496 Info Katalog | weitere Bilder                                                                     |
| Laubeho náměstí 293/3 (Standort)                                                | Postamt |                                                                               |                               | | 43297/5-2495 Info Katalog | weitere Bilder                                                                     |
| Lípová 239/2 (Standort)                                                         | Ehem. Vereinshaus „Lindenhof“ (Lípový dvůr)                                                                                             | Max von Loos (1858–1953)                                                      | 1898                          | Neorenaissance |                           | weitere Bilder                                                                     |
| Vrchlického 1009/6 (Standort)                                                   | Villa R. Hanke | Max von Loos                                                                  | 1896                          | |                           | Villa R. Hanke                                                                     |
| Vrchlického 1036/7 (Standort)                                                   | Villa | Richard Pech (1860–1931)                                                      | 1898                          | Verbindung von Neugotik mit Heimatstil |                           | Villa                                                                              |
| Vrchlického 974/10 (Standort)                                                   | Villa M. Russ | Max von Loos                                                                  | 1896                          | |                           | Villa M. Russ                                                                      |
| Vrchlického 701/16 (Standort)                                                   | Villa, jetzt Pension Dexter |                                                                               | 1870er Jahre                  | Neoklassizismus |                           | Villa, jetzt Pension Dexter                                                        |
| Vrchlického 690/18 (Standort)                                                   | Villa Arnesen | Franz Kerl                                                                    | 1870er Jahre                  | Neoklassizismus |                           | Villa Arnesen                                                                      |
| Vrchlického 725/1 (Standort)                                                    | Villa |                                                                               | 1870er Jahre                  | |                           | Villa                                                                              |
| Vrchlického 705/2 (Standort)                                                    | Villa |                                                                               | 1870er Jahre                  | |                           | Villa                                                                              |
| Vrchlického 1243/17 (Standort)                                                  | Villa |                                                                               | 1890er Jahre                  | |                           | Villa                                                                              |
| Vrchlického 1242/19 (Standort)                                                  | Villa |                                                                               | 1890er Jahre                  | |                           | Villa                                                                              |
| Josefa Suka 1371/1 und Křičkova 1372/11 (Standort)                              | Doppelvilla | Gustav Jirsch                                                                 | 1902                          | Heimatstil |                           | Doppelvilla                                                                        |
| Na Letné 835/9 (Standort)                                                       | Hohe Warte auf dem Letna-Hügel | Gustav Jirsch                                                                 | 1897                          | ehem. Kaiser-Franz-Joseph-Warte auf der ehem. Königshöhe, 1897 für den Alpenverein Teplitz errichtet, ab 1918 Hohe Warte oder Ziegenschloss auf dem Letna-Hügel (U kozičky) | 43973/5-5257 Info Katalog | weitere Bilder                                                                     |
| Potěminova 1320/8 und 1997/6 (Standort)                                         | Doppelvilla | Reinhold Blaschke d. Ä.                                                       | 1897                          | |                           | Doppelvilla                                                                        |
| Českobratrská 1066/9 (Standort)                                                 | Geschäftshaus Emanuel Bloch | Vinzenz Weinmesser                                                            | 1901                          | Historismus |                           | Geschäftshaus Emanuel Bloch                                                        |
| Masarykova třída 360/8 (Standort)                                               | Geschäftshaus Wenzel Schaffasch | Vinzenz Cupal (1875–1920)                                                     | 1904                          | Neorokoko |                           | Geschäftshaus Wenzel Schaffasch                                                    |
| Josefa Suka 1396/8, 1397/10 und 1398/12 (Standort)                              | Mietshäuser | Reinhold Blaschke d. Ä.                                                       | 1907                          | |                           | Mietshäuser                                                                        |
| J. K. Tyla 1338/8, 1389/10 und 1096/12 (Standort)                               | Drei Villen | Reinhold Blaschke d. Ä.                                                       | 1900–1905                     | |                           | Drei Villen                                                                        |
| Pod Doubravkou 1270/1, 1279/3, 1294/5 (Standort)                                | Villa Dreihaus (Trojdům) | Max von Loos                                                                  | 1906                          | | 43979/5-5263 Info Katalog | weitere Bilder                                                                     |
| Pod Doubravkou 1230/6 (Standort)                                                | Villa „Landhaus“ | Reinhold Blaschke d. Ä.                                                       | 1902                          | Historismus | 43816/5-5039 Info Katalog | weitere Bilder                                                                     |
| Pod Doubravkou 1462/7 und 2571/9 (Standort)                                     | Doppelhaus | Max von Loos                                                                  | 1909                          | Wiener Secession |                           | Doppelhaus                                                                         |
| Pod Doubravkou 1795/8 (Standort)                                                | Villa | Reinhold Blaschke d. J.                                                       | 1920er Jahre                  | |                           | Villa                                                                              |
| Pod Doubravkou 1348/10 (Standort)                                               | Villa Gustav Jirsch | Gustav Jirsch (1871–1909)                                                     | 1900                          | Burgenarchitektur, Heimatstil | 43969/5-5253 Info Katalog | weitere Bilder                                                                     |
| Pod Doubravkou 1461/15 und 1457/17 (Standort)                                   | Doppelvilla „Marie“ | Reinhold Blaschke d. Ä.                                                       | 1910                          | |                           | Doppelvilla „Marie“                                                                |
| Pod Doubravkou 1585/19 (Standort)                                               | Villa Bramsch | Emil Handschke (1879–1930)                                                    | 1913                          | Neoklassizismus |                           | Villa Bramsch                                                                      |
| Jiřího Wolkera 1340/14 und 1360/16 (Standort)                                   | Zwei Wohnhäuser | Reinhold Blaschke d. Ä.                                                       | 1899                          | |                           | Zwei Wohnhäuser                                                                    |
| Jiřího Wolkera 1886/6 (Standort)                                                | Wohnhaus Rudolf Koralka, jetzt Sitz der Partei KDU-ČSL                                                                                  | Fritz Jacobi                                                                  | 1930                          | Neue Sachlichkeit |                           | Wohnhaus Rudolf Koralka, jetzt Sitz der Partei KDU-ČSL                             |
| Elišky Krásnohorské 1387/2 (Standort)                                           | Villa Karl Pergelt | Karl Rieger                                                                   | 1904                          | Neogotik, Secession |                           | Villa Karl Pergelt                                                                 |
| Petra Bezruče 1803/3 (Standort)                                                 | Villa Robert Müller I | Wilhelm Fr. Krebs                                                             | 1928                          | Expressionismus |                           | Villa Robert Müller I                                                              |
| Petra Bezruče 1885/7 (Standort)                                                 | Villa Robert Müller II |                                                                               | 1932                          | Funktionalismus |                           | Villa Robert Müller II                                                             |
| Karla Čapka 1267/21 (Standort)                                                  | Wohnhaus | Reinhold Blaschke d. Ä.                                                       | um 1910                       | |                           | Wohnhaus                                                                           |
| Antonína Dvořáka 1642/2 (Standort)                                              | Villa | Reinhold Blaschke d. J.                                                       | 1920er Jahre                  | |                           | Villa                                                                              |
| Baarova 1393/6 (Standort)                                                       | Wohnhaus | Julius Klausnitzer (1863–?)                                                   | 1904                          | |                           | Wohnhaus                                                                           |
| Baarova 1584/8 (Standort)                                                       | Wohnhaus | Eduard David Ferber                                                           | 1914                          | |                           | Wohnhaus                                                                           |
| Baarova 1594/16 (Standort)                                                      | Villa | Emil Handschke                                                                | 1914                          | |                           | Villa                                                                              |
| U Cisarských lázní 367/5 (Standort)                                             | Haus Josef Rehn | Gustav Jirsch                                                                 | 1904                          | Historismus |                           | Haus Josef Rehn                                                                    |
| Dlouhá 109/41 (Standort)                                                        | Haus Max Stange | Gustav Jirsch                                                                 | 1905                          | Historismus |                           | Haus Max Stange                                                                    |
| Trnovany-Turn (Standort)                                                        | Christuskirche („Grüne Kirche“) in Turn                                                                                                 | Schilling & Graebner                                                          | 1899–1905                     | Jugendstil, abgerissen 1970er Jahre |                           | weitere Bilder                                                                     |
| Trnovany-Turn ()                                                                | Wohnhäuser in Turn | Fritz Hühnl (1875–1943)                                                       | 1903–1907                     | errichtet im Heimatstil bzw. Nürnberger Stil, stuckverziert mit mythologischen Themen, abgerissen in den 1970er Jahren                                                      |                           | Wohnhäuser in Turn                                                                 |
| Trnovany, U Červeného kostela 179/13 (Standort)                                 | Haus „Asgard“ Turn | Fritz Hühnl                                                                   | 1904                          | Heimatstil |                           | Haus „Asgard“ Turn                                                                 |
| Trnovany, Masarykova třída 25 (Standort)                                        | Haus „Zur Linde“ in Turn | Fritz Hühnl                                                                   | 1912                          | abgerissen 1970er Jahre |                           | Haus „Zur Linde“ in Turn                                                           |
| Trnovany, U Červeného kostela 806 (Standort)                                    | Herz-Jesu-Kirche Turn („Rote Kirche“)                                                                                                   | Gustav Jirsch                                                                 | 1907–1909                     | Neogotik |                           | weitere Bilder                                                                     |
| Trnovany, Jana Koziny, Havířská, Karla Aksamita (Standort)                      | Wohnhäuser in Turn | Fritz Hühnl                                                                   | 1919–1930                     | Reformarchitektur, z. B. Jana Koziny 906/11, 907/13, 908/15, Havířská 1011/10, 1012/12, 1013/14 und Karla Aksamita 1100/1, 1101/3                                           |                           | Wohnhäuser in Turn                                                                 |
| Trnovany, Havírská, Gen. Svobody, Karla Aksamita, Brandlova 981–1003 (Standort) | Bergmannskolonie in Turn-Trnovany | František Albert Libra (1881–1951)                                            | 1924/25                       | Traditionalismus |                           | Bergmannskolonie in Turn-Trnovany                                                  |
| Jana Koziny 854/2, 855/17 und 856/1 (Standort)                                  | Dreier-Villa „Kaiser Wilhelm“ | Fritz Hühnl                                                                   | 1912/13                       | |                           | Dreier-Villa „Kaiser Wilhelm“                                                      |
| Trnovany, Metelkovo nám. 968 (Standort)                                         | Tschechische Bürgerschule Trnovany, jetzt Fremdsprachen-Schule                                                                          |                                                                               | 1924/25                       | Tschechische Moderne |                           | Tschechische Bürgerschule Trnovany, jetzt Fremdsprachen-Schule                     |
| U Hadích lázní 1168/50 (Standort)                                               | Villa Sirius | Hermann Schutt (1877–?)                                                       | 1907                          | Jugendstil |                           | Villa Sirius                                                                       |
| Josefa Šafaříka 1504/4 und 1481/6 (Standort)                                    | Doppelvilla der sog. Palme-Kolonie | Wilhelm Palme                                                                 | 1904–1908                     | |                           | Doppelvilla der sog. Palme-Kolonie                                                 |
| Josefa Šafaříka 1408/12 und 1409/14 (Standort)                                  | Doppelvilla der sog. Palme-Kolonie | Wilhelm Palme                                                                 | 1904–1908                     | Heimatstil |                           | Doppelvilla der sog. Palme-Kolonie                                                 |
| Josefa Šafaříka 1403/16 und 1402/18 (Standort)                                  | Doppelvilla der sog. Palme-Kolonie | Wilhelm Palme                                                                 | 1904–1908                     | |                           | Doppelvilla der sog. Palme-Kolonie                                                 |
| Josefa Šafaříka 1401/20 und 1399/22 (Standort)                                  | Doppelvilla der sog. Palme-Kolonie | Wilhelm Palme                                                                 | 1904–1908                     | |                           | Doppelvilla der sog. Palme-Kolonie                                                 |
| Josefa Šafaříka 1404/24 und 1405/26 (Standort)                                  | Doppelvilla der sog. Palme-Kolonie | Wilhelm Palme                                                                 | 1904–1908                     | |                           | Doppelvilla der sog. Palme-Kolonie                                                 |
| Josefa Hory 1431/24 und 1432/26 (Standort)                                      | Doppelvilla der sog. Palme-Kolonie | Wilhelm Palme                                                                 | um 1910                       | |                           | Doppelvilla der sog. Palme-Kolonie                                                 |
| Josefa Hory 1406/28 und 1407/30 (Standort)                                      | Doppelvilla der sog. Palme-Kolonie | Wilhelm Palme                                                                 | um 1910                       | |                           | Doppelvilla der sog. Palme-Kolonie                                                 |
| Karla Čapka 1737/2, 1738/4 und 1762/8 (Standort)                                | Drei Villen | Reinhold Blaschke d. J. (1885–1945)                                           | um 1910                       | |                           | Drei Villen                                                                        |
| Karla Čapka 1386/18 (Standort)                                                  | Villa Josef Mühlig | Wilhelm Palme                                                                 | um 1910                       | Heimatstil |                           | Villa Josef Mühlig                                                                 |
| Jankovcova 573/39 und 1456/41 (Standort)                                        | Mietshäuser Wilhelm Palme | Wilhelm Palme                                                                 | 1910                          | Heimatstil |                           | Mietshäuser Wilhelm Palme                                                          |
| Vítězslava Hálka 1400 (Standort)                                                | Kaiser-Franz-Joseph-Jubiläumsbad (Městské jubilejní lázně císaře Františka Josefa)                                                      | Franz Kästner                                                                 | 1908                          | Historismus, abgerissen 2008 | Wikidata-Objekt anzeigen  | Kaiser-Franz-Joseph-Jubiläumsbad (Městské jubilejní lázně císaře Františka Josefa) |
| Čs. dobrovolců 530/11 (Standort)                                                | Gymnasium, ehem. Realschule | Wenzel Bürger (1869–1946)                                                     | 1902–1904                     | Sächsische Neorenaissance | 50487/5-5055 Info Katalog | weitere Bilder                                                                     |
| Alejní 880/12 (Standort)                                                        | Berufsschule |                                                                               |                               | |                           | weitere Bilder                                                                     |
| Alejní 911/14 (Standort)                                                        | Schule |                                                                               |                               | |                           | Schule                                                                             |
| U Hadích lázní 1470/1 (Standort)                                                | Steinbad (Kamenné lázně) | Gustav Jirsch, Edmund Arnim                                                   | 1906–1911                     | ehem. Kaiserin-Elisabeth-Bad, im Stil des Neobarock | 43255/5-2506 Info Katalog | weitere Bilder                                                                     |
| Dr. Vrbenského 1430 (Standort)                                                  | Ehem. Bundeshaus und Deutscher Turnverein auf der Königshöhe, jetzt Sokol-Haus Teplice-Letná                                            | Karl Rieger, Wilhelm Haberditz                                                | 1907                          | Secession | Wikidata-Objekt anzeigen  | weitere Bilder                                                                     |
| Chelčického 345/4 (Standort)                                                    | Ehem. Evangelische Schule, jetzt Grundschule                                                                                            | Rudolf Ziesche, Wilhelm Palme                                                 | 1912–1914                     | Reformarchitektur |                           | weitere Bilder                                                                     |
| U Radnice 594/1 (Standort)                                                      | Ehem. Stadtsparkasse, jetzt Wirtschaftsakademie                                                                                         | Hermann Schutt                                                                | 1913/14                       | Frühe Moderne |                           | weitere Bilder                                                                     |
| Masarykova třída 427/30 (Standort)                                              | Haus Wenzel und Anna Jahn | Hermann Schutt                                                                | 1910                          | Reformarchitektur |                           | Haus Wenzel und Anna Jahn                                                          |
| Krupská 21/35 (Standort)                                                        | Haus Franz Zinke („Steinkrug“) | Hermann Schutt                                                                | 1909/10                       | Reformarchitektur |                           | Haus Franz Zinke („Steinkrug“)                                                     |
| Krupská 10/15 (Standort)                                                        | Haus Adolf Weigend | Eduard David Ferber (1879–1930)                                               | 1908                          | Reformarchitektur |                           | Haus Adolf Weigend                                                                 |
| 28. řijna 963/7 (Standort)                                                      | Geschäftshaus Adolf Ehrlich | Max von Loos                                                                  | 1908                          | Historisierende Moderne |                           | Geschäftshaus Adolf Ehrlich                                                        |
| 28. řijna 907/18a (Standort)                                                    | Geschäftshaus Karl Zentner | Hermann Schutt                                                                | 1908/09                       | Reformarchitektur |                           | Geschäftshaus Karl Zentner                                                         |
| Benešovo náměstí 489/4 (Standort)                                               | Geschäftshaus Franz Zink | Richard Pech                                                                  | 1909                          | Rundbogenstil |                           | Geschäftshaus Franz Zink                                                           |
| Benešovo náměstí 604/1 (Standort)                                               | Ehem. Realschule |                                                                               | 1859                          | jetzt Hotelfachschule und Wirtschaftsakademie |                           | weitere Bilder                                                                     |
| Spojenecká 817/1 - Dubská (Standort)                                            | Wohnhaus „Musikantenhof“ | Adolf Siegmund                                                                |                               | |                           | Wohnhaus „Musikantenhof“                                                           |
| Školní 349/2 (Standort)                                                         | Hotel „Blauer Stern“, jetzt Union-Bank                                                                                                  | Emil Handschke                                                                | 1909/10                       | Frühe Moderne |                           | Hotel „Blauer Stern“, jetzt Union-Bank                                             |
| Francouzska, Pařížská, Polská, Varšavská (Standort)                             | Gartenstadt Weißer Weg (Bílá Cesta) | Josef Zasche (1871–1957)                                                      | 1907–1914                     | Reformarchitektur, z. B. Pařížská 1583/12, Francouzská 1488/1 und 1495/6 |                           | Gartenstadt Weißer Weg (Bílá Cesta)                                                |
| Masarykova třída 661/35 (Standort)                                              | Hotel de Saxe | Franz Hufsky, Umbau durch Reinhold Blaschke d. Ä. und Reinhold                | 1866                          | Spätklassizismus, Umbau 1922 nach einem Entwurf des Architekten Rudolf Bitzan                                                                                               |                           | weitere Bilder                                                                     |
| U Nádraží 1014/1 (Standort)                                                     | Wohnhaus „Johanna-Hof“ | Reinhold Blaschke d. Ä. (1853–1912)                                           | 1898                          | Historismus |                           | Wohnhaus „Johanna-Hof“                                                             |
| Husitská 1071/2 (Standort)                                                      | Ehem. Bezirkshauptmannschaft (Okresní hejtmanství)                                                                                      |                                                                               |                               | |                           | Ehem. Bezirkshauptmannschaft (Okresní hejtmanství)                                 |
| U Cisarských lázní 761/4 (Standort)                                             | Neues Stadttheater, jetzt Erzgebirgisches Theater                                                                                       | Rudolf Bitzan, Adolf Linnebach (1876–1963)                                    | 1921–1924                     | Neoklassizismus, Innenräume im Art-déco-Stil von den Dresdner Künstlern Alexander Baranowski, Richard Guhr, Anton Schaff und Franz Kuhn                                     | 42684/5-5042 Info Katalog | weitere Bilder                                                                     |
| Masarykova třída 1049/52 (Standort)                                             | Kino Olympia | Rudolf Bitzan (1872–1938)                                                     | 1925/26                       | Reformarchitektur, Art déco |                           | weitere Bilder                                                                     |
| Maxe Švabinského 1743/11 (Standort)                                             | Tschechische Schule „Švabinka“ | Milan Babuška (1884–1953)                                                     | 1926                          | Tschechische Moderne (Česká moderna) |                           | weitere Bilder                                                                     |
| Maxe Švabinského 2005/4 (Standort)                                              | Villa Ernst Seger | Kurt Spielmann (1903–1943)                                                    | 1932                          | Funktionalismus |                           | Villa Ernst Seger                                                                  |
| U Soudu 1450/11 (Standort)                                                      | Bezirksgericht |                                                                               |                               | |                           | weitere Bilder                                                                     |
| Krupská 18/31 (Standort)                                                        | Geschäftshaus der Gebrüder Tippmann | Josef Hühnel                                                                  | 1925–1927                     | Neue Sachlichkeit |                           | Geschäftshaus der Gebrüder Tippmann                                                |
| Vrchlického 1813/14 (Standort)                                                  | Villa Rudolf und Mizzi Zentner | Hermann Schutt                                                                | 1927                          | Reformarchitektur |                           | Villa Rudolf und Mizzi Zentner                                                     |
| Kollárova 1872/5 (Standort)                                                     | Doppelhaus | Max von Loos                                                                  | 1930                          | Expressionismus |                           | Doppelhaus                                                                         |
| Kollárova 1629/9 (Standort)                                                     | Villa | Hermann Schutt                                                                | 1922                          | |                           | Villa                                                                              |
| Masarykova třída 1910/27a (Standort)                                            | Concordia-Palast | Paul Schaeffer-Heyrothsberge (1891–1962), Rudolf Bitzan                       | 1930/31                       | Neue Sachlichkeit, Funktionalismus |                           | Concordia-Palast                                                                   |
| Masarykova třída 915/31 (Standort)                                              | Villa Flora und Villa Esmiralda |                                                                               | 1868                          | |                           | Villa Flora und Villa Esmiralda                                                    |
| Kollárova 1879/11, Potěminova 1879/25b (Standort)                               | Bürohaus der Fa. Georg Rumpel (Wasserversorgungs-Unternehmen), später Schule                                                            | Hermann Schutt                                                                | 1930                          | Neue Sachlichkeit |                           | weitere Bilder                                                                     |
| Revoluční 645/2 (Standort)                                                      | Haus der Minderheitenstiftung | Ernst Kominík (1893–um 1942)                                                  | 1931                          | Firma Lederer & Bloch; Neue Sachlichkeit |                           | Haus der Minderheitenstiftung                                                      |
| U Císařských lázní 366/3 (Standort)                                             | Geschäftshaus – ehem. Baťa-Haus | Vladimír Karfík, Baugesellschaft „Zlín“                                       | 1931                          | Funktionalismus |                           | weitere Bilder                                                                     |
| Krupská 29/28 (Standort)                                                        | Kaufhaus Triest | Max Hans Kühne (1874–1942)                                                    | 1933                          | auch Kaufhaus JEPA = Jensch & Pachmann; Neue Sachlichkeit, Expressionismus                                                                                                  |                           | Kaufhaus Triest                                                                    |
| Školní 408/6 (Standort)                                                         | Haus Emil und Eleonore Grotte | Ernst Kominík                                                                 | 1933                          | Funktionalismus |                           | Haus Emil und Eleonore Grotte                                                      |
| Českobratrská 2053/60 (Standort)                                                | Wohnhaus „Tusculum“ | Josef Hühnel                                                                  | 1935                          | Neue Sachlichkeit | Wikidata-Objekt anzeigen  | weitere Bilder                                                                     |
| J. V. Sládka 2006/16 (Standort)                                                 | Kirche und Pfarrhaus der Böhmischen Brüder                                                                                              | Miloslav Tejc (1907–?)                                                        | 1935–1947                     | Funktionalismus |                           | Kirche und Pfarrhaus der Böhmischen Brüder                                         |
| U Nových lázní 1102/4 (Standort)                                                | Schule |                                                                               |                               | |                           | weitere Bilder                                                                     |
| U Nových lázní 1125/6 (Standort)                                                | Rathaus und Schule |                                                                               | 1940–1950                     | |                           | Rathaus und Schule                                                                 |
| U Nových lázní 1286/9 (Standort)                                                | Stadthaus „Zum Grünen Baum“ (Městský dům Zelený strom)                                                                                  |                                                                               |                               | jetzt Grundschule (Arkádie) | 43396/5-2512 Info Katalog | weitere Bilder                                                                     |
| Nám. Svobody 40/1 (Standort)                                                    | Wohnhaus Gebrüder Haueisen, jetzt UniCredit Bank                                                                                        | Josef Hühnel                                                                  | 1929                          | Neue Sachlichkeit, Art déco |                           | Wohnhaus Gebrüder Haueisen, jetzt UniCredit Bank                                   |
| U Radnice 6/2 (Standort)                                                        | Wohnhaus Řehákov | Josef Hühnel                                                                  | 1938/39                       | Neue Sachlichkeit |                           | Wohnhaus Řehákov                                                                   |
| Krupská 19/33 (Standort)                                                        | Geschäftshaus Richter | Josef Hühnel                                                                  | 1932                          | Neue Sachlichkeit |                           | Geschäftshaus Richter                                                              |
| Kmochova cesta 1846 (Standort)                                                  | Villa Reinhold Blaschke d. J. | Reinhold Blaschke d. J.                                                       | 1930                          | Reformarchitektur |                           | Villa Reinhold Blaschke d. J.                                                      |
| Křížkovského 2017, 2018/1 (Standort)                                            | Zwei Alpenvillen in Schönau (Šanov) | Reinhold Blaschke d. J.                                                       | 1932                          | Heimatschutzstil |                           | Zwei Alpenvillen in Schönau (Šanov)                                                |
| Ševčíkova 1439/4, 1438/8, 1420/10 und 1416/14 (Standort)                        | Mietshäuser | Reinhold Blaschke d. Ä.                                                       | 1904                          | Heimatstil |                           | Mietshäuser                                                                        |
| Ševčíkova 1475/1 und 1474/3 (Standort)                                          | Mietshäuser | Reinhold Blaschke d. Ä.                                                       | 1911                          | Heimatstil |                           | Mietshäuser                                                                        |
| Ševčíkova 2095/13 (Standort)                                                    | Wohnhaus Gippner | Alois Strunz                                                                  | 1938                          | Neue Sachlichkeit |                           | Wohnhaus Gippner                                                                   |
| Jankovcova 1825/33 (Standort)                                                   | Wohnhaus | Reinhold Forlani                                                              | 1929                          | Neue Sachlichkeit |                           | Wohnhaus                                                                           |
| Čs. dobrovolců 2014/11 (Standort)                                               | Ehem. Mädchenschule der Borromäerinnen (Stadtschule)                                                                                    | Anton Wild                                                                    | 1933                          | jetzt Gymnasium, Traditionelle Moderne |                           | weitere Bilder                                                                     |
| Karla Čapka 1986/11 (Standort)                                                  | Haus des Verbandes für Bergbau und Hüttenwesen                                                                                          | Josef Reihsig, Paul Krisch (1894–?)                                           | 1932                          | Neue Sachlichkeit |                           | Haus des Verbandes für Bergbau und Hüttenwesen                                     |
| Alejní 1918/1, 2409/2, 2410/3 und U Zámku 1991/8, 2411/16 (Standort)            | Genossenschafts-Wohnbauten „Na Stráží“                                                                                                  | Alois Vavrouš (1862–1939)                                                     | 1931                          | Funktionalismus |                           | Genossenschafts-Wohnbauten „Na Stráží“                                             |
| Tržní náměstí 241/6 (Standort)                                                  | Wohnhaus | Emil Handschke                                                                | 1910                          | |                           | Wohnhaus                                                                           |
| Heleny Malířové 2050/12, 2051/14 (Standort)                                     | Doppelvilla Hollubov und Petschauer | Ernst Kominík                                                                 | 1934                          | Funktionalismus |                           | Doppelvilla Hollubov und Petschauer                                                |
| Svatoplukova 2071/8 (Standort)                                                  | Villa Josef Heidl | Paul Krisch und Josef Reihsig                                                 | 1936                          | |                           | Villa Josef Heidl                                                                  |
| Dukelská Stezka 2111/4 (Standort)                                               | Villa Hirschmann | Kurt Karl Perisee                                                             | 1938                          | Heimatschutzstil |                           | Villa Hirschmann                                                                   |
| Řetenice, K Vápence 204/7 (Standort)                                            | Villa in Settenz (Řetenice) | Baujahr = 1935                                                                |                               | Funktionalismus |                           | Villa in Settenz (Řetenice)                                                        |
| Řetenice, Rooseveltovo nám. 265/3 (Standort)                                    | Kino Capitol in Settenz (Řetenice) | Richard Brosche                                                               | 1936/37                       | durch Umbau stark verändert |                           | Kino Capitol in Settenz (Řetenice)                                                 |
| Sobědruhy, Bohosudovská 111 (Standort)                                          | Villa Hans Gräbner in Sorbotten (Sobědruhy)                                                                                             | Julius Klausnitzer                                                            | 1906                          | Heimatstil |                           | Villa Hans Gräbner in Sorbotten (Sobědruhy)                                        |
| Sobědruhy, Bohosudovská 171 (Standort)                                          | Tschechische Schule in Sorbotten (Sobědruhy)                                                                                            | Mílan Babuška                                                                 | 1927                          | Tschechische Moderne |                           | Tschechische Schule in Sorbotten (Sobědruhy)                                       |
| Bílinská 1562/8 (Standort)                                                      | Mietshaus |                                                                               |                               | |                           | Mietshaus                                                                          |
| Bílinská, Slezská, Slovenská, Moravská (Standort)                               | Siedlung Neue Heimat (Sídliště Nová Vlast) im Stadtteil Weißer Weg (Bílá Cesta)                                                         | Romberger, Unger und Fischer                                                  | 1938–1941                     | Heimatschutzstil, z. B. Bílinská 2155 bis 2160, Slezská 2153, Slovenská 2151 und 2152, Moravská 2128 bis 2147                                                               |                           | Siedlung Neue Heimat (Sídliště Nová Vlast) im Stadtteil Weißer Weg (Bílá Cesta)    |
| Sady Čs. armády (Standort)                                                      | Musikpavillon (Muschel) in Šanov I (unter Denkmalschutz – Nr. 1999990551 oder )                                                         | Alois Šulc                                                                    | 1969                          | Skulpturalismus |                           | weitere Bilder                                                                     |
| Antonína Sochora 1516/2 (Standort)                                              | Apartmenthaus in der Siedlung Šanov II (genannt Boží prst – Finger Gottes) (unter Denkmalschutz – Nr. 1999991384 oder )                 | Miroslav Masák (SIAL)                                                         | 1965–1978                     | Sozialer Wohnungsbau |                           | weitere Bilder                                                                     |
| Mírové nám. 2950 (Standort)                                                     | Kulturhaus, Kolonnaden und Brunnen | Karel Hubáček, Otakar Binar                                                   | 1981–1986                     | Postmoderne Architektur |                           | Kulturhaus, Kolonnaden und Brunnen                                                 |
| Ve Chvojkách (Standort)                                                         | Wasserturm (Vodojem) Teplice-Nová Ves                                                                                                   | Gusztav Sopkez (Fa. Compack Budapest)                                         | 1987–1989                     | Höhe: 63 m, Kapazität: 2000 m³ im oberen und 4000 m³ im unteren Speicher; Brutalismus                                                                                       |                           | weitere Bilder                                                                     |
| Benešovo náměstí 417/12 (Standort)                                              | Hotel Vienna | Mišek und Sedláček (Fa. MISE s.r.o.)                                          | 1997/98                       | Postmoderne |                           | Hotel Vienna                                                                       |